# Liste der geschützten Landschaftsbestandteile im Landkreis Cham
Im Landkreis Cham gab es im März 2024 insgesamt 6 ausgewiesene geschützte Landschaftsbestandteile.

## Geschützte Landschaftsbestandteile
| Binkelbach-Moorwiesen bei Rettenbach           | BW | LB-00556 | Rettenbach           | ⊙ | 5,73 | 6. Feb. 1997  |
| Großbäume bei der Tannerlkapelle               | BW | LB-01648 | Falkenstein          | ⊙ | 0,18 | 5. Sep. 2013  |
| Großlaubbäume am Thamerkeller in Rötz          | BW | LB-00548 | Rötz                 | ⊙ | 0,47 | 23. März 1995 |
| Laubbaumgruppe am alten Friedhof in Roding     | BW | LB-00534 | Roding               | ⊙ | 0,09 | 27. Aug. 1992 |
| Moor- und Sumpfwiese am Ulrichsgrüner Bach     | BW | LB-00549 | Waldmünchen          | ⊙ | 3,11 | 4. Okt. 1984  |
| Schwedenweg                                    | BW | LB-01630 | Neukirchen b.Hl.Blut | ⊙ | 0,09 | 13. Dez. 1984 |
| Legende für Geschützter Landschaftsbestandteil |    |          |                      |   |      |               |